# 莱特鲁瓦多迈讷
莱特鲁瓦多迈讷（法語：Les Trois-Domaines，法語發音：[le tʁwa dɔmɛn]）是法国默兹省的一个市镇，位于该省中部，属于巴勒迪克区。

## 地名
“莱特鲁瓦多迈讷”（Les Trois-Domaines）一名在法语中意为“三块地”。

## 历史
莱特鲁瓦多迈讷成立于1973年，由伊松库尔（Issoncourt）、蒙德勒库尔（Mondrecourt）与里尼欧库尔（Rignaucourt）三个市镇合并而成，因而得名。

## 地理
莱特鲁瓦多迈讷（48°58'0"N, 5°17'12"E）面积16.49 平方千米，位于法国大東部大區默兹省，该省份为法国西北部内陆省份，北与比利时接壤，西接马恩省和阿登省，南至上马恩省和孚日省，东临默尔特-摩泽尔省。
与莱特鲁瓦多迈讷接壤的市镇（或旧市镇、城区）包括：博西特、艾尔河畔库尔塞勒、埃普、凡尔登地区讷维尔、朗布吕赞和伯努瓦特沃。
莱特鲁瓦多迈讷的时区为UTC+01:00、UTC+02:00（夏令时）。

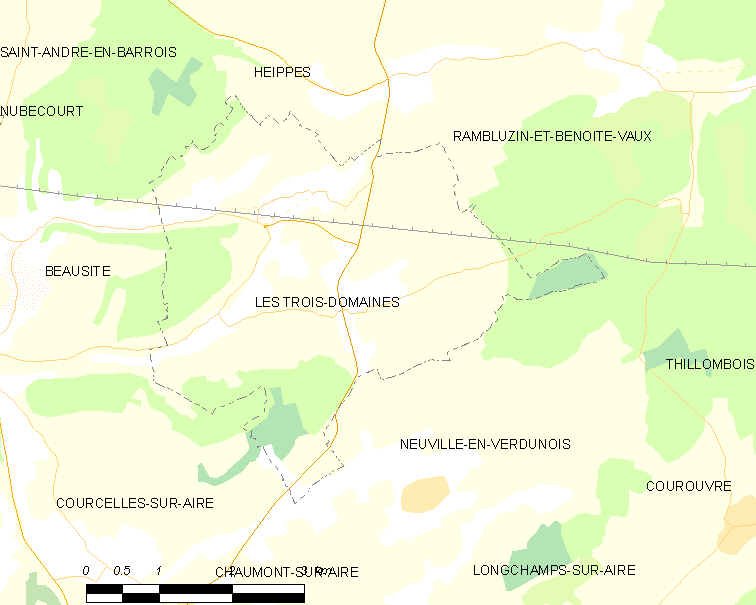
莱特鲁瓦多迈讷的OSM定位图

## 行政
莱特鲁瓦多迈讷的邮政编码为55220，INSEE市镇编码为55254。

## 政治
莱特鲁瓦多迈讷所属的省级选区为默兹河畔迪约县。

## 交通
法国高速铁路东线经过莱特鲁瓦多迈讷并设有“默兹TGV站”。
此外，默兹省省道D1916线（干线公路）和省道D126线、D177线、D190线也在莱特鲁瓦多迈讷境内交汇。

## 人口

1962-2008年间莱特鲁瓦多迈讷人口变化图示

莱特鲁瓦多迈讷于2022年1月1日时的人口数量为121人。